# Весёлая компания
«Весёлая компания» (англ. Cheers, другие названия: «Будем здоровы», «Чирс») — американский комедийный сериал, который выходил на протяжении 11 сезонов на телеканале NBC: с 1982 по 1993 год. За это время было снято 275 эпизодов.
Действие шоу разворачивалось главным образом в баре под названием «Cheers» в Бостоне, штат Массачусетс, в котором группа местных жителей встречается, чтобы выпить, расслабиться, пообщаться и повеселиться.
Премьера шоу состоялась 30 сентября 1982 года, и сериал был почти закрыт, когда занял 74-е место из 77 в рейтинговой таблице в своем первом сезоне. В конечном счете руководство NBC решило дать сериалу шанс выжить, и впоследствии сериал стал одним из самых успешных ситкомов в истории телевидения. С четвёртого по финальный, одиннадцатый сезон шоу находилось в Топ 10 самых популярных шоу в США и достигло первого места в сезоне 1990—1991.
На протяжении всей своей истории Cheers выходил под брендом «Must See TV» в четверг вечером. Финальный эпизод сериала в 1993 году наблюдало около 93 млн зрителей, он стал вторым самым просматриваемым финалом сериала в истории телевидения (после МЭШ). Все 275 снятых эпизодов нашли большой успех в синдикации по всему миру, а сам сериал вошёл в историю завоевав 28 премий «Эмми», в том числе и четыре награды в категории за «Лучший комедийный сериал», и рекордных в то время 117 номинаций на награду. Cheers также породил успешный спин-офф под названием «Фрейзер», который также выходил на протяжении 11 сезонов и выиграл 37 премий «Эмми», обойдя своего предшественника.
В 2002 году Cheers занял 18 место в списке «Пятидесяти величайших телешоу всех времён по версии TV Guide». Читатели журнала Rolling Stone по итогам опроса назвали его лучшим сериалом 1980-х, также у него лучшие оценки критиков из сериалов 1980-х.

## Синдикация
Cheers завоевал популярность на американском телевидении, и в 1987 году начал транслировать через синдикацию силами Paramount Domestic Television. Когда шоу вышло из эфира в 1993 году, Cheers транслировалось в 38 странах, на 179 американских телевизионных рынках и у 83 миллионов зрителей. Когда качество некоторых более ранних кадров Cheers начало ухудшаться, в 2001 году они были тщательно восстановлены. Сериал транслировался на Nick at Nite с 2001 по 2004 год транслировал (недельные марафоны Cheers «Everybody Knows Your Name») и на TV Land с 2004 по 2008,. Сериал начал транслироваться на канале Hallmark Channel в октябре 2008 года, и WGN America в 2009 году. В январе 2011 года телеканал Reelz начал транслировать сериал часовыми блоками. MeTV начал транслировать Cheers по будням в 2010 году. USA Network транслировала сериал рано утром в воскресенье и утром в будние дни, чтобы позволить ему показывать фильмы с увеличенной продолжительностью 2,5 часа и поддерживать симметричное расписание. Cheers в высоком качестве показывался на HDNet в США с августа 2010 года.
В 2011 году Cheers стал доступен в сервисах потоковой передачи Netflix и Amazon Prime Video. C появлением Paramount+ оказался там.
Cheers показывался на цифровом австралийском телеканале Eleven с 11 января 2011. NCRV в Нидерландах транслировал все 275 серий. Cheers впервые был показан в Великобритании на Channel 4 и стал одним из первых импортных продуктов тогда ещё молодой сети. С 2012 года Cheers повторяется на британском спутниковом канале CBS Drama. Его также показывали на бесплатном британском канале ITV4 по два выпуска каждую неделю. 16 марта 2015 года сериал начал транслироваться на британском подписном канале Gold по будням в 9:30 и 10:00. Cheers снова ежедневно транслировались в 2019 году на канале 4.